# 유현 (후조)
유현(劉顯, ? ~ 352년)은 중국 오호 십육국 시대 후조의 군인이다. 염위-후조 전쟁 중에 염위로 넘어가 후조의 황제 석지를 살해하고 사실상 후조를 멸망시켰다. 그러나 곧 염위를 배반하고 후조의 수도 양국에서 황제를 자칭하다가, 결국 352년에 염민에게 패하여 죽임을 당했다.

## 생애
351년, 석지는 유현에게 7만 군사를 이끌게 하여 업성을 공격했고 유현은 업성에서 23리 떨어진 명광궁(明光宫)에 주둔하였다. 이후 염위 황제 염민이 유현의 군대를 대파하고 양평(陽平)까지 쫒아와 그곳에 있던 삼만 명을 참살하였다. 염민의 군사력을 두려워한 유현은 염민에게 항복, 염민은 유현에게 석지를 죽이라고 한 후 철수하였다.
이후 후조로 돌아온 유현은 석지와 승상 석병(石炳), 기타 신하등 10여 명을 죽이고 석지의 머리를 염민에게 전했다. 염민은 석지의 머리를 불태웠으며 유현에게 대장군(大将军), 대선우(大单于), 양주목(冀州牧)의 직위를 하사하였다. 
그러나 유현은 동년 7월 염위의 영토가 된 업성을 공격하여 염민에게 대항했는데 패배한 후 양으로 돌아가 칭제하고 황제로 즉위하였다.
352년 유현이 상산(常山)으로 진격하자 염민과 그의 태자 염지와 태자를 보좌하던 대장군 장간(蔣幹)은 업성을 수비함과 동시에 8천 기병을 거느리며 친정하였다. 동시에 유현의 대사마 왕녕(王寧)은 유현을 배반하고 염위에 투항하였으며 염민이 유현을 격파하고 양에 도달하자 유현의 대장군 조복구(曹伏驹)가 성문을 열고 염민을 환영하였으며 입성한 염민은 유현의 고위직 신하들을 처형하였다. 이후 양의 백성들은 업성으로 이주하게 되었다.

## 참고
- 劉顯